# Monet Mazur
Monet Happy Mazur (* 17. April 1976 in Los Angeles) ist eine US-amerikanische Schauspielerin und Musikerin.

## Leben und Leistungen
Der Vater von Monet Mazur, Ruby Mazur, war ein Grafiker und Künstler. Monet Mazur debütierte im Jahr 1993 in der Fernsehserie Zeit der Sehnsucht. Im gleichen Jahr spielte sie eine kleine Nebenrolle in der Komödie Die Addams Family in verrückter Tradition. In der Komödie Voll verheiratet (2003) trat sie an der Seite von Ashton Kutcher und Brittany Murphy auf. Im Actionfilm Hart am Limit (2004) übernahm sie eine der größeren Rollen. Im Filmdrama Whirlygirl (2006) spielte sie die Hauptrolle.
Mazur erhielt im Jahr 2002 als Neue Stilmacherin (New Stylemaker) den Young Hollywood Award. Im Jahr 2005 erhielt sie den Rising Star Award. Sie ist Mitglied der Musikgruppe Nancy Raygun.
Mazur ist seit dem Jahr 2005 mit dem Regisseur Alex De Rakoff verheiratet und hat ein Kind.

## Filmografie (Auswahl)
- 1993: Die Addams Family in verrückter Tradition (Addams Family Values)
- 1995: Der große Sturm (Kansas)
- 1995: Party of Five (Fernsehserie, 2 Folgen)
- 1997: Austin Powers – Das Schärfste, was Ihre Majestät zu bieten hat (Austin Powers: International Man of Mystery)
- 1999: Mod Squad – Cops auf Zeit (The Mod Squad)
- 1999: Mystery Men
- 1999: Jack & Jill (Fernsehserie, 1 Folge)
- 1999: The Learning Curve
- 2001: Blow
- 2001: Angel Eyes
- 2002: 40 Tage und 40 Nächte (40 Days and 40 Nights)
- 2002: Kiss the Bride
- 2003: Voll verheiratet (Just Married)
- 2004: Hart am Limit (Torque)
- 2005: Stoned
- 2005: Das Schwieger-Monster (Monster-in-Law)
- 2005: In Memory of My Father
- 2006: Whirlygirl
- 2007: Live!
- 2007: CSI: Miami (Fernsehserie, 1 Folge)
- 2007: Cold Case – Kein Opfer ist je vergessen (Cold Case, Fernsehserie, 1 Folge)
- 2008: House Bunny
- 2009: Navy CIS: L.A. (NCIS: Los Angeles, Fernsehserie, 1 Folge)
- 2010: CSI: Den Tätern auf der Spur (Fernsehserie, 1 Folge)
- 2009–2010: Castle (Fernsehserie, 3 Folgen)
- 2010: Chuck (Fernsehserie, 1 Folge)
- 2012: Adopting Terror
- 2012: Rizzoli & Isles (Fernsehserie, 1 Folge)
- 2015: Love Is a Four-Letter Word (Fernsehfilm)
- seit 2018: All American (Fernsehserie)